# Гранди-Сентер
Гранди-Сентер (англ. Grundy Center) — город в США, алминистративный центр округа Гранди штата Айова. Население — 2796 человек (2020).

## География
Гранди-Сентер расположен по координатам 42°21′50″ с. ш. 92°46′28″ з. д. (42.363757, -92.774401). По данным Бюро переписи населения США в 2010 году город имел площадь 6,54 км², вся территория — суша.

## Демография
| Год переписи                          | Нас. |  | %±     |
| ------------------------------------- | ---- |  | ------ |
| 1880                                  | 950  |  | —      |
| 1890                                  | 1161 |  | 22,2%  |
| 1900                                  | 1322 |  | 13,9%  |
| 1910                                  | 1354 |  | 2,4%   |
| 1920                                  | 1749 |  | 29,2%  |
| 1930                                  | 1793 |  | 2,5%   |
| 1940                                  | 2012 |  | 12,2%  |
| 1950                                  | 2135 |  | 6,1%   |
| 1960                                  | 2403 |  | 12,6%  |
| 1970                                  | 2712 |  | 12,9%  |
| 1980                                  | 2880 |  | 6,2%   |
| 1990                                  | 2491 |  | −13,5% |
| 2000                                  | 2596 |  | 4,2%   |
| 2010                                  | 2706 |  | 4,2%   |
| 2020                                  | 2796 |  | 3,3%   |
| 1880–2020 Десятилетняя перепись в США |      |  |        |

Согласно переписи 2010 года, в городе проживало 2706 человек в 1162 домохозяйствах в составе 739 семей. Плотность населения составляла 413 человека/км². Было 1256 квартир (192/км²).
Расовый состав населения:
| - 98,6% — белых - 0,2% — чёрных или афроамериканцев - 0,1% — выходцев из тихоокеанских островов - 0,1% — азиатов |

К двум или более расам принадлежало 1,0%. Доля испаноязычных составляла 0,4% всего населения.
По возрастному диапазону население распределялось следующим образом: 22,9% — лица младше 18 лет, 54,4% — лица в возрасте 18-64 лет, 22,7% — лица в возрасте 65 лет и старше. Медиана возраста жителя составила 42,9 лет. На 100 человек женского пола в городе приходилось 86,4 мужчин; на 100 женщин в возрасте от 18 лет и старше — 80,8 мужчин также старше 18 лет.
Средний доход на одно домашнее хозяйство составил 62 921 доллар США (медиана — 50 000), а средний доход на одну семью — 76 502 доллара (медиана — 67 500). Медиана доходов составляла 41 325 долларов для мужчин и 36 207 долларов для женщин. За чертой бедности находилось 10,5% лиц, в том числе 15,3% детей в возрасте до 18 лет и 3,9% лиц в возрасте 65 лет и старше.
Гражданское трудоустроенное население составляло 1298 человек. Основные области занятости: образование, здравоохранение и социальная помощь — 28,3%, розничная торговля — 15,8%, производство — 10,5%, финансы, страхование и недвижимость — 6,9%.